# Canto remolino
Canto remolino è il secondo album in studio del musicista cileno José Seves, pubblicato nel 2002.

## Descrizione
Questo disco nasce dal tema proposto dal Proyecto Fondart (Fondo de Desarrollo de las Artes y la Cultura) 2001, dedicato ad argomenti che trattassero la ricerca e l'incontro con il Cile. Seves lo traduce in una serie di canzoni nelle quali si confrontano un esiliato che prova una forte nostalgia per il suo paese ed un ex-esiliato, ora ritornato nel suo paese, che si interroga sul perché di questa nostalgia.
È un disco fortemente cantautorale (Seves firma in solitario 9 dei 13 brani e ne co-firma altri 2) e gli unici brani non suoi (Tonada de luna llena e Valdivia en la niebla) sono brani che eseguiva da tempo ed esemplificano la sua attività di interprete. Oltre ad essere la voce solista Seves suona in questo disco la chitarra, il guitarrón messicano, la quena, i sicus, l'udu e svariate percussioni.
Un ruolo chiave è quello di Elizabeth Morris, che in questo disco cura gli arrangiamenti, suona numerosi strumenti e co-firma con Seves due canzoni (Velorio de un negro criollo e Esperanza y yo). Nel suo disco del 2002 Hacia otro mar la Morris aveva già presentato una sua versione di Velorio de un negro criollo (sempre con Seves voce solista) mentre nell'album Nazca del 2008 inciderà Esperanza y yo. È la testimonianza di un sodalizio artistico e umano iniziato qualche anno prima e tuttora in corso.
Anche gli Inti-Illimani Histórico recupereranno alcune di queste canzoni: Cantantes invisibles nel disco Esencial, Esperanza y yo in Fiesta. Al disco partecipano due ex-componenti degli Inti-Illimani: Pedro Villagra e Max Berrù.
L'album, registrato nei mesi di luglio e agosto 2002, è stato prodotto dal Fondart (Fondo de Desarrollo de las Artes y la Cultura) in formato CD.
Sulla copertina compaiono, ben evidenziati, alcuni versi estratti dalla canzone che dà il titolo all'album e che recitano "El rostro del hombre que se asomó por el ventanal tenía las huellas del recorrido de su mirar" ("Il volto dell'uomo che sbirciava attraverso la finestra aveva le tracce del percorso del suo sguardo").

## Tracce
1. Canto remolino – 5:09 (José Seves)
2. Palpita corazón – 3:15 (José Seves)
3. El eco de ayer – 4:29 (José Seves)
4. Saber mapudungun – 4:52 (José Seves)
5. Llover – 5:09 (José Seves)
6. Será la sombra – 3:24 (José Seves)
7. Velorio de un negro criollo – 5:35 (testo: Nicomedes Santa Cruz – musica: José Seves e Elizabeth Morris)
8. Cantantes invisibles – 4:35 (José Seves)
9. Tonada de luna llena – 5:18 (Simón Díaz)
10. Valdivia en la niebla – 4:54 (Patricio Manns)
11. Esperanza y yo – 5:15 (testo: José Seves – musica: José Seves e Elizabeth Morris)
12. He preguntado por él – 4:08 (José Seves)
13. Nostalgico – 4:18 (José Seves)

Durata totale: 60:21

## Crediti
- Elizabeth Morris - chitarra, cuatro portoricano, cuatro venezuelano, cuatro peruviano, percussioni, sicus, voce, tiple, udu
- Claudio Araya - charango, cajón peruviano, zurdo, percussioni, cuatro portoricano
- Pedro Villagra - flauto traverso, sax soprano e tenore
- Víctor Hugo Campesano - acordeón
- Sebastián Seves - chitarra
- Max Berrú - voce in Cantantes invisibles
- José Antonio Seves, Pablo Morris, Jaime Seves, Ile Keller, Andrea Morris e Silvana Seves - coro
- Esteban Vásquez - immagini e grafica